# Clonaria sicca
Clonaria sicca är en insektsart som först beskrevs av Sjöstedt 1909.  Clonaria sicca ingår i släktet Clonaria och familjen Diapheromeridae. Inga underarter finns listade i Catalogue of Life.